# 呼图壁站
呼图壁站是位于中华人民共和国新疆维吾尔自治区昌吉回族自治州呼图壁县呼图壁镇的一个铁路车站，邮政编码831200。车站建于1985年，有兰新铁路乌阿段经过该站，现仅办理货运，不办理客运业务，车站及其上下行区间均为电气化区段。车站距离乌鲁木齐站77公里，隶属中国铁路乌鲁木齐局集团，是四等站。